# Championnats du monde de triathlon sprint 2011
Navigation
Édition précédente Édition suivante
La 2e édition des championnats du monde de triathlon sprint, organisée par la fédération internationale de triathlon, se déroule à Lausanne, en Suisse, le 20 août 2011.
C'était la 6e étape des séries mondiales de triathlon de 2011, qui servait de support à l'attribution du titre de champion du monde de triathlon sur distance sprint.

## Programme
- à 12 h 51 : course individuelle hommes
- à 15 h 06 : course individuelle femmes[1]

## Résultats
| Rang               | Nom                  | Pays             | Temps       |
| ------------------ | -------------------- | ---------------- | ----------- |
| Médaille d'or      | Barbara Riveros Diaz | Chili            | 58 min 35 s |
| Médaille d'argent  | Emma Jackson         | Australie        | 58 min 35 s |
| Médaille de bronze | Andrea Hewitt        | Nouvelle-Zélande | 58 min 37 s |
| 4                  | Helen Jenkins        | Royaume-Uni      | 58 min 40 s |
| 5                  | Ashleigh Gentle      | Australie        | 58 min 42 s |
| 6                  | Gwen Jorgensen       | États-Unis       | 59 min 02 s |
| 7                  | Sarah Groff          | États-Unis       | 59 min 06 s |
| 8                  | Lisa Nordén          | Suède            | 59 min 07 s |
| 9                  | Emmie Charayron      | France           | 59 min 09 s |
| 10                 | Felicity Abram       | Australie        | 59 min 09 s |

| Rang               | Nom                   | Pays        | Temps       |
| ------------------ | --------------------- | ----------- | ----------- |
| Médaille d'or      | Jonathan Brownlee     | Royaume-Uni | 52 min 23 s |
| Médaille d'argent  | Javier Gómez          | Espagne     | 52 min 27 s |
| Médaille de bronze | Alistair Brownlee     | Royaume-Uni | 52 min 38 s |
| 4                  | David Hauss           | France      | 52 min 41 s |
| 5                  | Alexander Bryukhankov | Russie      | 52 min 42 s |
| 6                  | Laurent Vidal         | France      | 52 min 43 s |
| 7                  | Jonathan Zipf         | Allemagne   | 52 min 44 s |
| 8                  | João Silva            | Portugal    | 52 min 52 s |
| 9                  | Christian Prochnow    | Allemagne   | 52 min 55 s |
| 10                 | Tony Moulai           | France      | 53 min 02 s |

| Distances course (kilomètres) | Distances course (kilomètres) | Distances course (kilomètres) |
| Natation                      | Vélo                          | Course à pied                 |
| ----------------------------- | ----------------------------- | ----------------------------- |
| 0,750                         | 20                            | 5                             |

## Tableau des médailles
| Rang  | Nation           | Or | Argent | Bronze | Total |
| ----- | ---------------- | -- | ------ | ------ | ----- |
| 1     | Royaume-Uni      | 1  | 0      | 1      | 2     |
| 2     | Chili            | 1  | 0      | 0      | 1     |
| 3     | Australie        | 0  | 1      | 0      | 1     |
| 3     | Espagne          | 0  | 1      | 0      | 1     |
| 5     | Nouvelle-Zélande | 0  | 0      | 1      | 1     |
| Total | Total            | 2  | 2      | 2      | 6     |